# ふたりだけの窓
『ふたりだけの窓』（英語: The Family Way、The Family Way (Original Soundtrack Album)）は、1966年に公開された同名映画のサウンドトラック。イギリスでは1967年1月6日、アメリカでは1967年6月12日に発売された。
プロデュースと編曲はジョージ・マーティンが担当しており、アーティスト名は「ジョージ・マーティン・オーケストラ」とクレジットされている。1966年12月23日にA面に「Love in the Open Air」、B面に「Theme from 'The Family Way'」を収録した7インチシングル盤が発売された。
本作は、1967年にアイヴァー・ノヴェロ賞を受賞。

## 解説
ポール・マッカートニーとジョージ・マーティンは、ビートルズのアルバム『サージェント・ペパーズ・ロンリー・ハーツ・クラブ・バンド』制作開始前の1966年11月より本作の共同作業を開始。マッカートニーは短いピアノの楽曲を作曲し、マーティンがそれを何種類ものアレンジを施し、総演奏時間24分のサウンドトラックを制作した。
マッカートニーは当初本作に対して熱心であったが、後にスランプに陥り制作は難航。これにより、レコーディングの開始が12月15日に遅延した。本作のセッションは、ロンドンにあるCTS Studiosで3日にわたって行なわれ、ジョージ・マーティン・オーケストラのメンバーとして、ヴァイオリニストのネヴィル・マリナーとレイモンド・キーンリーサイド、ヴィオラ奏者のジョン・アンダーウッド、チェロ操作のジョイ・ホールらが参加。この他にもパイプオルガンやチューバを外部ミュージシャンが演奏している。
2003年に本作のモノラル盤がCDで発売され、2011年にVarese Vintageより新たにリマスタリングが施されて発売。ボーナス・トラックに「Theme from The Family Way」の未発表ステレオ・ミックスが追加収録された。

## 収録曲
SIDE A
1. The Family Way

SIDE B
1. The Family Way

## 2011年再発盤
1. Cue 2M1 / 2M4
2. 5M1 / 11M3
3. 6M4 / 7M2
4. 6M2 / 1M2
5. 10M1 / 6M3 / 4M1 / 1M3 / 1M4
6. Love in the Open Air (7M3)
7. 2M5
8. 1M1
9. 7M1
10. 11M1 / 11M2 / 10M3 / 8M1
11. 12M1
12. 13M1
13. 13M2
14. Theme from The Family Way